# Neblinantha
Neblinantha es un género con dos especies de plantas con flores perteneciente a la familia Gentianaceae.

## Taxonomía
El género fue descrito por  François Gagnepain y publicado en Phytologia 57(4): 311. 1985.  La especie tipo es: Neblinantha neblinae Maguire

## Especies aceptadas
A continuación se brinda un listado de las especies del género Neblinantha aceptadas hasta marzo de 2014, ordenadas alfabéticamente. Para cada una se indica el nombre binomial seguido del autor, abreviado según las convenciones y usos.
- Neblinantha neblinae Maguire
- Neblinantha parvifolia Maguire